# Кінтана-де-ла-Серена
Кінтана-де-ла-Серена (ісп. Quintana de la Serena) — муніципалітет в Іспанії, у складі автономної спільноти Естремадура, у провінції Бадахос. Населення — 5037 осіб (2010).
Муніципалітет розташований на відстані близько 250 км на південний захід від Мадрида, 110 км на схід від Бадахоса.

## Демографія
Динаміка населення (INE ):